# Sport Clube Beira-Mar do Tarrafal
El SC Beira-Mar es un equipo de fútbol de Cabo Verde, de la localidad de Chão Bom en la isla de Santiago. Juega en el campeonato regional de Santiago Norte.
Es el club registrado más antiguo del municipio de Tarrafal, y se formó de la unión de los grupos deportivos Voz de de África, Astros y Moscal. El nombre del club surge a causa de encontrarse frente a una bahía de aguas cristalinas.

## Palmarés
- Campeonato regional de Santiago Norte: 1

2014-15